# 連闊如
連闊如（1903年—1971年），原名畢連壽，藝名連闊如，後以藝名為名，筆名雲遊客，人称跑马连，男，滿族鑲黃旗人，生於北京，中国評書表演藝術家與作家。曾任全國政協委員、北京市人大代表、中國戲曲研究會副主席等職。其評書風格，稱為「連派」。

## 生平
連闊如為滿人，其父名凌保，祖姓畢魯氏。在家中排行第三，其長兄畢毓寶，次兄畢毓璋。入私塾時取學名“畢連壽”。在他出生前一個月，父親就過世了，由母親撫養長大。曾短暫進入私塾學習，從12歲就開始當學徒，到煙台、大連等地做過買賣。曾經以算命為業，號畢仲三。
1927年，拜入李傑恩門下，學《西漢演義》，以藝名“連闊如”開始進行評書表演。後又向張誠斌學說《東漢演義》之後成名，曾在東交民巷伯力電台說《東漢演義》，大受欢迎，人称“千家万户听评书，净街净巷连阔如”。擅說《三國》、《東周列國志》、《西漢》、《東漢》等。
1933年開始在天津各報紙，發表《西漢演義》、《東漢演義》等評書腳本。他也以雲游客筆名，在北平《立言报》连载《江湖叢談》。
1949年，參與中国文学艺术界联合会，任中華全國曲藝改進籌備會副主席。1951年，在韓戰中，響應「抗美援朝」，在彭真委託下，組織曲藝服務大隊，任大隊長，至朝鮮前線進行慰問演出。
1953年，任全國曲藝研究會副主席。1954年，任第二届全国政协委员。
1957年，開始在北京人民廣播電台表演《三國演義》。在反右运动中，1958年被劃為右派，電台演出停止。1959年，被下放到書館說書，進入北京宣武說唱團當演員，並得以摘掉右派帽子。1963年，因高血壓退休。1971年，因腸癌過世。

## 家庭
生有一子二女。長子連振翔，其長女病故，其次女連麗如繼承其評書事業。

## 著作
- 《江湖叢談》，北平，时言报社，1938年。
- 《东汉演义》，北京，中华书局，2005年。

## 外部連結
- 《醒木驚天連闊如：一人就是一台戲》 （页面存档备份，存于）